# Diecezja Xianxian
Diecezja Xianxian (łac. Dioecesis Scienscienensis, chiń. 天主教献县教区) – rzymskokatolicka diecezja ze stolicą w Xianxianie, w prefekturze miejskiej Cangzhou, w prowincji Hebei, w Chińskiej Republice Ludowej. Biskupstwo jest sufraganią archidiecezji pekińskiej.
Przez komunistyczny rząd chiński nazywana jest diecezją Cangzhou.

## Historia

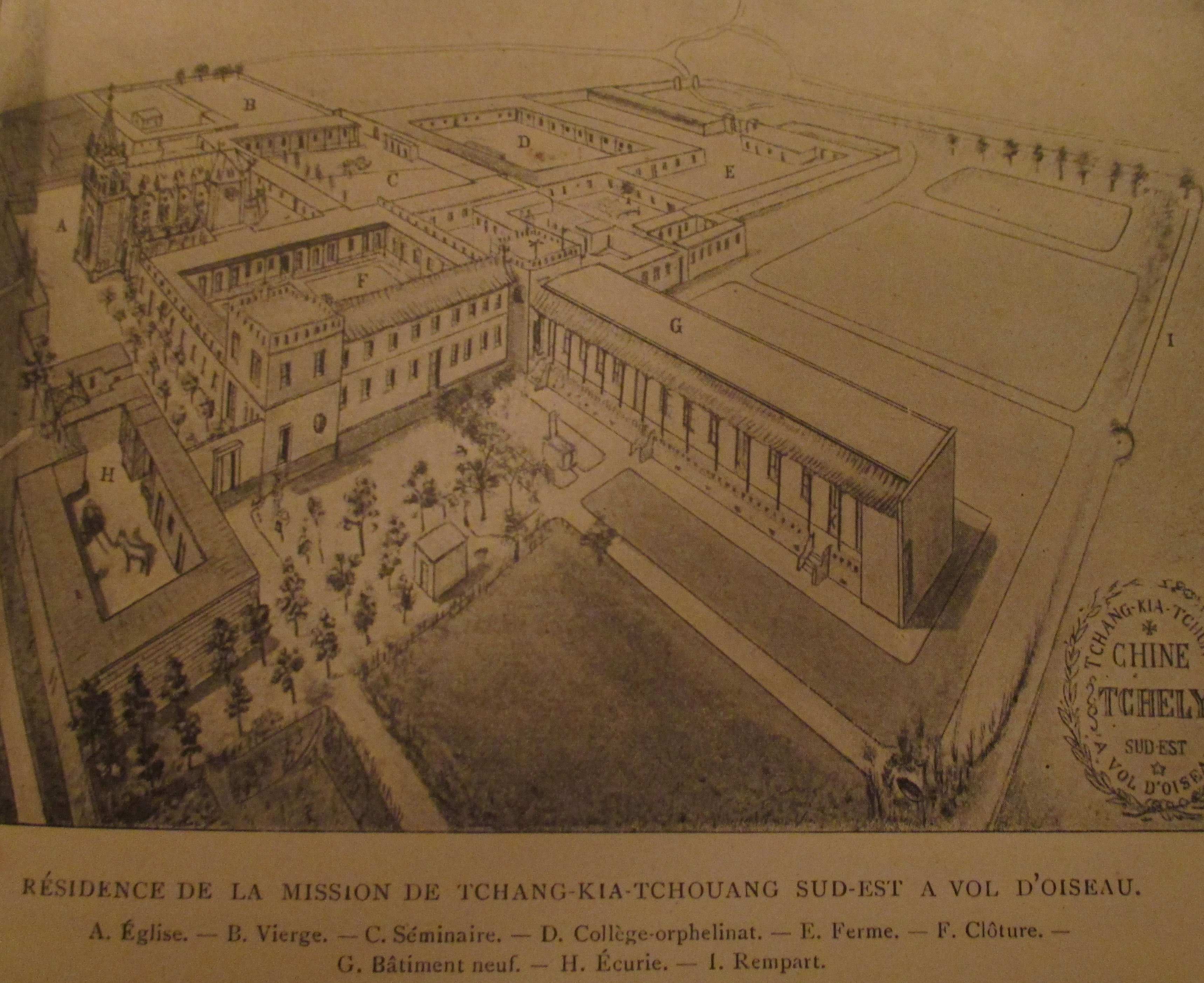
Budynki misji jezuitów (1890)

30 maja 1856 z mocy decyzji Piusa IX erygowany został wikariat apostolski Południowo-Wschodniego Zhili. Dotychczas wierni z tych terenów należeli do diecezji pekińskiej (obecnie archidiecezja pekińska). Od początku istnienia jednostki prym wśród misjonarzy wiedli jezuici. Xianxian był znanym i dużym ośrodkiem misyjnym tego zakonu
W latach 70. XIX w. w diecezji pracowało dwóch misjonarzy z Lourdes. Postanowili oni założyć miejsce modlitwy na podobieństwo ojczystego sanktuarium. Jezuici wykupili 7 000 hektarów ziemi oddając ją okolicznym rolnikom. Stworzyli tym wokół sanktuarium osadę o nazwie Lurd, która nadal funkcjonuje jako oficjalna nazwa wioski.
3 grudnia 1924 zmieniono nazwę na wikariat apostolski Xianxian.
Rozwój Kościoła w kolejnych latach spowodował wyodrębnienie z wikariatu apostolskiego Xianxian kolejnych jednostek. Były to:
- 24 maja 1929 prefektura apostolska Yongnian (obecnie diecezja Yongnian)
- 11 marca 1935 prefektura apostolska Daming (obecnie diecezja Yongnian)
- 24 kwietnia 1939 prefektura apostolska Jingxian (obecnie diecezja Jingxian)

W wyniku reorganizacji chińskich struktur kościelnych, dokonanych przez Piusa XII bullą Quotidie Nos, 11 kwietnia 1946 wikariat apostolski Xianxian został podniesiony do godności diecezji i przyjął obecną nazwę.
Od zwycięstwa komunistów w chińskiej wojnie domowej w 1949 diecezja, podobnie jak cały prześladowany Kościół katolicki w Chinach, nie może normalnie działać. Z 1950 pochodzą ostatnie pełne, oficjalne kościelne statystyki. Diecezja Xianxian liczyła wtedy:
- 62 000 wiernych (2,8% społeczeństwa)
- 119 kapłanów (35 diecezjalnych i 84 zakonnych)
- 135 braci i 85 sióstr zakonnych
- 221 parafii.

Francis Xavier Zhao Zhensheng SI biskup Xianxian w latach 1937 - 1968, był na starość kilkakroć więziony i torturowany przez komunistów. W 1968, podczas rewolucji kulturalnej, zmarł w więzieniu i został pochowany jak zwykły kryminalista tzn. tam gdzie zaniemógł. Jednak pewna osoba z personelu więzienia, mimo że niewierząca, zwróciła uwagę na wybitnego człowieka, jakim był biskup i zapamiętała miejsce pochówku. Po upływie dziesięcioleci świadek wskazał miejsce pochówku Zhao Zhenshenga. Biskupa pochowano ponownie na katolickim cmentarzu.
W 1981 na wniosek władz państwa zmieniono nazwę na diecezja Cangzhou. Odbyło się to bez zgody Watykanu, więc nie ma mocy prawnej w Kościele.

## Diecezja obecnie
Obecnym biskupem Xianxian jest Joseph Li Liangui. Jest uznawany za legalnego biskupa zarówno przez Stolicę Świętą jak i przez komunistyczny rząd. Bp Li Liangui należy do Patriotycznego Stowarzyszenia Katolików Chińskich. Mimo że jest oficjalnym biskupem nie omijają go represje ze strony aparatu państwowego (choć są duże mniejsze niż w przypadku biskupów podziemnych). Przykładem szykan jest uprowadzenie go przez Urzędu Spraw Religijnych w celu uczestnictwa w sakrze nowego koadiutora pobliskiej diecezji mianowanego bez zgody papieża. Niechcącemu uczestniczyć w nielegalnym (z kościelnego punktu widzenia) obrzędzie bp Li Liangui udało się uciec. W grudniu 2010 bp Joseph Li Liangui ukrył się, by nie być zmuszonym do uczestnictwa w VIII Zgromadzeniu Przedstawicieli Katolików Chińskich, którego działalność Benedykt XVI określił jako nie do pogodzenia z nauczaniem katolickim. Po powrocie do diecezji został wezwany na przesłuchanie. Czytelnicy chińskojęzycznego serwisu CathNews China wybrali go chińską osobistością katolicką roku 2010 uznając, że jest dobrym przykładem dla chińskich katolików, a zwłaszcza dla innych biskupów. Doceniono również jego wierność papieżowi.
W diecezji pracuje 260 sióstr zakonnych i działa 206 kościołów.
Diecezja prowadzi:
- 6 przedszkoli
- 20 przychodni
- dom dla osób starszych
- dom dla niepełnosprawnych dzieci